# Цеплера — Тертона тема
«Те́ма Цеплера — Терто́на» — тема в шаховій композиції. Суть теми — здвоєння двох білих однаково ходячих лінійних фігур, яке створюється таким чином: одна біла фігура робить по лінії антикритичний хід, потім інша фігура стає на цю лінію на критичне поле для підтримки першої фігури.

## Історія

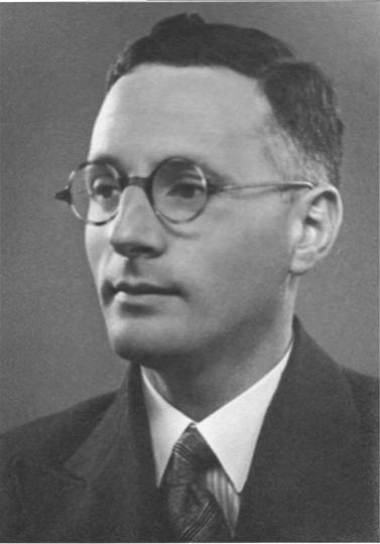
Еріх Цеплер

Цю ідею запропонував у 1923 році шаховий композитор Еріх Цеплер (21.01.1898 —13.05.1980), до 1935 року жив у Німеччині, згодом переїхав у Лондон. Еріх Цеплер зацікавився ідеєю здвоєння Тертона і знайшов інший підхід для його вираження.
В основі задуму є хід білої лінійної фігури через критичне поле, що запобігає перекриттю при наступному ході іншої тематичної фігури на критичне поле, тобто робиться антикритичний хід білої лінійної фігури, наступним ходом в гру вступає друга біла фігура, яка стає на цю ж тематичну лінію на критичне поле і підтримує першу фігуру.
Ідея дістала назву — тема Цеплера — Тертона. Ця тема є споріднена з темою Тертона, з темою Бруннера — Тертона, з темою Лойда — Тертона. 
|   | a | b | c | d | e | f | g | h |   |
| 8 | b8 білий кінь · c8 чорний король · h8 чорний кінь · c7 чорний пішак · b6 біла тура · f6 білий пішак · g6 чорний пішак · h5 чорний пішак · e4 чорний пішак · f4 чорний пішак · g4 чорна тура · b3 білий король · h3 білий ферзь · c1 біла тура | b8 білий кінь · c8 чорний король · h8 чорний кінь · c7 чорний пішак · b6 біла тура · f6 білий пішак · g6 чорний пішак · h5 чорний пішак · e4 чорний пішак · f4 чорний пішак · g4 чорна тура · b3 білий король · h3 білий ферзь · c1 біла тура | b8 білий кінь · c8 чорний король · h8 чорний кінь · c7 чорний пішак · b6 біла тура · f6 білий пішак · g6 чорний пішак · h5 чорний пішак · e4 чорний пішак · f4 чорний пішак · g4 чорна тура · b3 білий король · h3 білий ферзь · c1 біла тура | b8 білий кінь · c8 чорний король · h8 чорний кінь · c7 чорний пішак · b6 біла тура · f6 білий пішак · g6 чорний пішак · h5 чорний пішак · e4 чорний пішак · f4 чорний пішак · g4 чорна тура · b3 білий король · h3 білий ферзь · c1 біла тура | b8 білий кінь · c8 чорний король · h8 чорний кінь · c7 чорний пішак · b6 біла тура · f6 білий пішак · g6 чорний пішак · h5 чорний пішак · e4 чорний пішак · f4 чорний пішак · g4 чорна тура · b3 білий король · h3 білий ферзь · c1 біла тура | b8 білий кінь · c8 чорний король · h8 чорний кінь · c7 чорний пішак · b6 біла тура · f6 білий пішак · g6 чорний пішак · h5 чорний пішак · e4 чорний пішак · f4 чорний пішак · g4 чорна тура · b3 білий король · h3 білий ферзь · c1 біла тура | b8 білий кінь · c8 чорний король · h8 чорний кінь · c7 чорний пішак · b6 біла тура · f6 білий пішак · g6 чорний пішак · h5 чорний пішак · e4 чорний пішак · f4 чорний пішак · g4 чорна тура · b3 білий король · h3 білий ферзь · c1 біла тура | b8 білий кінь · c8 чорний король · h8 чорний кінь · c7 чорний пішак · b6 біла тура · f6 білий пішак · g6 чорний пішак · h5 чорний пішак · e4 чорний пішак · f4 чорний пішак · g4 чорна тура · b3 білий король · h3 білий ферзь · c1 біла тура | 8 |
| 7 | b8 білий кінь · c8 чорний король · h8 чорний кінь · c7 чорний пішак · b6 біла тура · f6 білий пішак · g6 чорний пішак · h5 чорний пішак · e4 чорний пішак · f4 чорний пішак · g4 чорна тура · b3 білий король · h3 білий ферзь · c1 біла тура | b8 білий кінь · c8 чорний король · h8 чорний кінь · c7 чорний пішак · b6 біла тура · f6 білий пішак · g6 чорний пішак · h5 чорний пішак · e4 чорний пішак · f4 чорний пішак · g4 чорна тура · b3 білий король · h3 білий ферзь · c1 біла тура | b8 білий кінь · c8 чорний король · h8 чорний кінь · c7 чорний пішак · b6 біла тура · f6 білий пішак · g6 чорний пішак · h5 чорний пішак · e4 чорний пішак · f4 чорний пішак · g4 чорна тура · b3 білий король · h3 білий ферзь · c1 біла тура | b8 білий кінь · c8 чорний король · h8 чорний кінь · c7 чорний пішак · b6 біла тура · f6 білий пішак · g6 чорний пішак · h5 чорний пішак · e4 чорний пішак · f4 чорний пішак · g4 чорна тура · b3 білий король · h3 білий ферзь · c1 біла тура | b8 білий кінь · c8 чорний король · h8 чорний кінь · c7 чорний пішак · b6 біла тура · f6 білий пішак · g6 чорний пішак · h5 чорний пішак · e4 чорний пішак · f4 чорний пішак · g4 чорна тура · b3 білий король · h3 білий ферзь · c1 біла тура | b8 білий кінь · c8 чорний король · h8 чорний кінь · c7 чорний пішак · b6 біла тура · f6 білий пішак · g6 чорний пішак · h5 чорний пішак · e4 чорний пішак · f4 чорний пішак · g4 чорна тура · b3 білий король · h3 білий ферзь · c1 біла тура | b8 білий кінь · c8 чорний король · h8 чорний кінь · c7 чорний пішак · b6 біла тура · f6 білий пішак · g6 чорний пішак · h5 чорний пішак · e4 чорний пішак · f4 чорний пішак · g4 чорна тура · b3 білий король · h3 білий ферзь · c1 біла тура | b8 білий кінь · c8 чорний король · h8 чорний кінь · c7 чорний пішак · b6 біла тура · f6 білий пішак · g6 чорний пішак · h5 чорний пішак · e4 чорний пішак · f4 чорний пішак · g4 чорна тура · b3 білий король · h3 білий ферзь · c1 біла тура | 7 |
| 6 | b8 білий кінь · c8 чорний король · h8 чорний кінь · c7 чорний пішак · b6 біла тура · f6 білий пішак · g6 чорний пішак · h5 чорний пішак · e4 чорний пішак · f4 чорний пішак · g4 чорна тура · b3 білий король · h3 білий ферзь · c1 біла тура | b8 білий кінь · c8 чорний король · h8 чорний кінь · c7 чорний пішак · b6 біла тура · f6 білий пішак · g6 чорний пішак · h5 чорний пішак · e4 чорний пішак · f4 чорний пішак · g4 чорна тура · b3 білий король · h3 білий ферзь · c1 біла тура | b8 білий кінь · c8 чорний король · h8 чорний кінь · c7 чорний пішак · b6 біла тура · f6 білий пішак · g6 чорний пішак · h5 чорний пішак · e4 чорний пішак · f4 чорний пішак · g4 чорна тура · b3 білий король · h3 білий ферзь · c1 біла тура | b8 білий кінь · c8 чорний король · h8 чорний кінь · c7 чорний пішак · b6 біла тура · f6 білий пішак · g6 чорний пішак · h5 чорний пішак · e4 чорний пішак · f4 чорний пішак · g4 чорна тура · b3 білий король · h3 білий ферзь · c1 біла тура | b8 білий кінь · c8 чорний король · h8 чорний кінь · c7 чорний пішак · b6 біла тура · f6 білий пішак · g6 чорний пішак · h5 чорний пішак · e4 чорний пішак · f4 чорний пішак · g4 чорна тура · b3 білий король · h3 білий ферзь · c1 біла тура | b8 білий кінь · c8 чорний король · h8 чорний кінь · c7 чорний пішак · b6 біла тура · f6 білий пішак · g6 чорний пішак · h5 чорний пішак · e4 чорний пішак · f4 чорний пішак · g4 чорна тура · b3 білий король · h3 білий ферзь · c1 біла тура | b8 білий кінь · c8 чорний король · h8 чорний кінь · c7 чорний пішак · b6 біла тура · f6 білий пішак · g6 чорний пішак · h5 чорний пішак · e4 чорний пішак · f4 чорний пішак · g4 чорна тура · b3 білий король · h3 білий ферзь · c1 біла тура | b8 білий кінь · c8 чорний король · h8 чорний кінь · c7 чорний пішак · b6 біла тура · f6 білий пішак · g6 чорний пішак · h5 чорний пішак · e4 чорний пішак · f4 чорний пішак · g4 чорна тура · b3 білий король · h3 білий ферзь · c1 біла тура | 6 |
| 5 | b8 білий кінь · c8 чорний король · h8 чорний кінь · c7 чорний пішак · b6 біла тура · f6 білий пішак · g6 чорний пішак · h5 чорний пішак · e4 чорний пішак · f4 чорний пішак · g4 чорна тура · b3 білий король · h3 білий ферзь · c1 біла тура | b8 білий кінь · c8 чорний король · h8 чорний кінь · c7 чорний пішак · b6 біла тура · f6 білий пішак · g6 чорний пішак · h5 чорний пішак · e4 чорний пішак · f4 чорний пішак · g4 чорна тура · b3 білий король · h3 білий ферзь · c1 біла тура | b8 білий кінь · c8 чорний король · h8 чорний кінь · c7 чорний пішак · b6 біла тура · f6 білий пішак · g6 чорний пішак · h5 чорний пішак · e4 чорний пішак · f4 чорний пішак · g4 чорна тура · b3 білий король · h3 білий ферзь · c1 біла тура | b8 білий кінь · c8 чорний король · h8 чорний кінь · c7 чорний пішак · b6 біла тура · f6 білий пішак · g6 чорний пішак · h5 чорний пішак · e4 чорний пішак · f4 чорний пішак · g4 чорна тура · b3 білий король · h3 білий ферзь · c1 біла тура | b8 білий кінь · c8 чорний король · h8 чорний кінь · c7 чорний пішак · b6 біла тура · f6 білий пішак · g6 чорний пішак · h5 чорний пішак · e4 чорний пішак · f4 чорний пішак · g4 чорна тура · b3 білий король · h3 білий ферзь · c1 біла тура | b8 білий кінь · c8 чорний король · h8 чорний кінь · c7 чорний пішак · b6 біла тура · f6 білий пішак · g6 чорний пішак · h5 чорний пішак · e4 чорний пішак · f4 чорний пішак · g4 чорна тура · b3 білий король · h3 білий ферзь · c1 біла тура | b8 білий кінь · c8 чорний король · h8 чорний кінь · c7 чорний пішак · b6 біла тура · f6 білий пішак · g6 чорний пішак · h5 чорний пішак · e4 чорний пішак · f4 чорний пішак · g4 чорна тура · b3 білий король · h3 білий ферзь · c1 біла тура | b8 білий кінь · c8 чорний король · h8 чорний кінь · c7 чорний пішак · b6 біла тура · f6 білий пішак · g6 чорний пішак · h5 чорний пішак · e4 чорний пішак · f4 чорний пішак · g4 чорна тура · b3 білий король · h3 білий ферзь · c1 біла тура | 5 |
| 4 | b8 білий кінь · c8 чорний король · h8 чорний кінь · c7 чорний пішак · b6 біла тура · f6 білий пішак · g6 чорний пішак · h5 чорний пішак · e4 чорний пішак · f4 чорний пішак · g4 чорна тура · b3 білий король · h3 білий ферзь · c1 біла тура | b8 білий кінь · c8 чорний король · h8 чорний кінь · c7 чорний пішак · b6 біла тура · f6 білий пішак · g6 чорний пішак · h5 чорний пішак · e4 чорний пішак · f4 чорний пішак · g4 чорна тура · b3 білий король · h3 білий ферзь · c1 біла тура | b8 білий кінь · c8 чорний король · h8 чорний кінь · c7 чорний пішак · b6 біла тура · f6 білий пішак · g6 чорний пішак · h5 чорний пішак · e4 чорний пішак · f4 чорний пішак · g4 чорна тура · b3 білий король · h3 білий ферзь · c1 біла тура | b8 білий кінь · c8 чорний король · h8 чорний кінь · c7 чорний пішак · b6 біла тура · f6 білий пішак · g6 чорний пішак · h5 чорний пішак · e4 чорний пішак · f4 чорний пішак · g4 чорна тура · b3 білий король · h3 білий ферзь · c1 біла тура | b8 білий кінь · c8 чорний король · h8 чорний кінь · c7 чорний пішак · b6 біла тура · f6 білий пішак · g6 чорний пішак · h5 чорний пішак · e4 чорний пішак · f4 чорний пішак · g4 чорна тура · b3 білий король · h3 білий ферзь · c1 біла тура | b8 білий кінь · c8 чорний король · h8 чорний кінь · c7 чорний пішак · b6 біла тура · f6 білий пішак · g6 чорний пішак · h5 чорний пішак · e4 чорний пішак · f4 чорний пішак · g4 чорна тура · b3 білий король · h3 білий ферзь · c1 біла тура | b8 білий кінь · c8 чорний король · h8 чорний кінь · c7 чорний пішак · b6 біла тура · f6 білий пішак · g6 чорний пішак · h5 чорний пішак · e4 чорний пішак · f4 чорний пішак · g4 чорна тура · b3 білий король · h3 білий ферзь · c1 біла тура | b8 білий кінь · c8 чорний король · h8 чорний кінь · c7 чорний пішак · b6 біла тура · f6 білий пішак · g6 чорний пішак · h5 чорний пішак · e4 чорний пішак · f4 чорний пішак · g4 чорна тура · b3 білий король · h3 білий ферзь · c1 біла тура | 4 |
| 3 | b8 білий кінь · c8 чорний король · h8 чорний кінь · c7 чорний пішак · b6 біла тура · f6 білий пішак · g6 чорний пішак · h5 чорний пішак · e4 чорний пішак · f4 чорний пішак · g4 чорна тура · b3 білий король · h3 білий ферзь · c1 біла тура | b8 білий кінь · c8 чорний король · h8 чорний кінь · c7 чорний пішак · b6 біла тура · f6 білий пішак · g6 чорний пішак · h5 чорний пішак · e4 чорний пішак · f4 чорний пішак · g4 чорна тура · b3 білий король · h3 білий ферзь · c1 біла тура | b8 білий кінь · c8 чорний король · h8 чорний кінь · c7 чорний пішак · b6 біла тура · f6 білий пішак · g6 чорний пішак · h5 чорний пішак · e4 чорний пішак · f4 чорний пішак · g4 чорна тура · b3 білий король · h3 білий ферзь · c1 біла тура | b8 білий кінь · c8 чорний король · h8 чорний кінь · c7 чорний пішак · b6 біла тура · f6 білий пішак · g6 чорний пішак · h5 чорний пішак · e4 чорний пішак · f4 чорний пішак · g4 чорна тура · b3 білий король · h3 білий ферзь · c1 біла тура | b8 білий кінь · c8 чорний король · h8 чорний кінь · c7 чорний пішак · b6 біла тура · f6 білий пішак · g6 чорний пішак · h5 чорний пішак · e4 чорний пішак · f4 чорний пішак · g4 чорна тура · b3 білий король · h3 білий ферзь · c1 біла тура | b8 білий кінь · c8 чорний король · h8 чорний кінь · c7 чорний пішак · b6 біла тура · f6 білий пішак · g6 чорний пішак · h5 чорний пішак · e4 чорний пішак · f4 чорний пішак · g4 чорна тура · b3 білий король · h3 білий ферзь · c1 біла тура | b8 білий кінь · c8 чорний король · h8 чорний кінь · c7 чорний пішак · b6 біла тура · f6 білий пішак · g6 чорний пішак · h5 чорний пішак · e4 чорний пішак · f4 чорний пішак · g4 чорна тура · b3 білий король · h3 білий ферзь · c1 біла тура | b8 білий кінь · c8 чорний король · h8 чорний кінь · c7 чорний пішак · b6 біла тура · f6 білий пішак · g6 чорний пішак · h5 чорний пішак · e4 чорний пішак · f4 чорний пішак · g4 чорна тура · b3 білий король · h3 білий ферзь · c1 біла тура | 3 |
| 2 | b8 білий кінь · c8 чорний король · h8 чорний кінь · c7 чорний пішак · b6 біла тура · f6 білий пішак · g6 чорний пішак · h5 чорний пішак · e4 чорний пішак · f4 чорний пішак · g4 чорна тура · b3 білий король · h3 білий ферзь · c1 біла тура | b8 білий кінь · c8 чорний король · h8 чорний кінь · c7 чорний пішак · b6 біла тура · f6 білий пішак · g6 чорний пішак · h5 чорний пішак · e4 чорний пішак · f4 чорний пішак · g4 чорна тура · b3 білий король · h3 білий ферзь · c1 біла тура | b8 білий кінь · c8 чорний король · h8 чорний кінь · c7 чорний пішак · b6 біла тура · f6 білий пішак · g6 чорний пішак · h5 чорний пішак · e4 чорний пішак · f4 чорний пішак · g4 чорна тура · b3 білий король · h3 білий ферзь · c1 біла тура | b8 білий кінь · c8 чорний король · h8 чорний кінь · c7 чорний пішак · b6 біла тура · f6 білий пішак · g6 чорний пішак · h5 чорний пішак · e4 чорний пішак · f4 чорний пішак · g4 чорна тура · b3 білий король · h3 білий ферзь · c1 біла тура | b8 білий кінь · c8 чорний король · h8 чорний кінь · c7 чорний пішак · b6 біла тура · f6 білий пішак · g6 чорний пішак · h5 чорний пішак · e4 чорний пішак · f4 чорний пішак · g4 чорна тура · b3 білий король · h3 білий ферзь · c1 біла тура | b8 білий кінь · c8 чорний король · h8 чорний кінь · c7 чорний пішак · b6 біла тура · f6 білий пішак · g6 чорний пішак · h5 чорний пішак · e4 чорний пішак · f4 чорний пішак · g4 чорна тура · b3 білий король · h3 білий ферзь · c1 біла тура | b8 білий кінь · c8 чорний король · h8 чорний кінь · c7 чорний пішак · b6 біла тура · f6 білий пішак · g6 чорний пішак · h5 чорний пішак · e4 чорний пішак · f4 чорний пішак · g4 чорна тура · b3 білий король · h3 білий ферзь · c1 біла тура | b8 білий кінь · c8 чорний король · h8 чорний кінь · c7 чорний пішак · b6 біла тура · f6 білий пішак · g6 чорний пішак · h5 чорний пішак · e4 чорний пішак · f4 чорний пішак · g4 чорна тура · b3 білий король · h3 білий ферзь · c1 біла тура | 2 |
| 1 | b8 білий кінь · c8 чорний король · h8 чорний кінь · c7 чорний пішак · b6 біла тура · f6 білий пішак · g6 чорний пішак · h5 чорний пішак · e4 чорний пішак · f4 чорний пішак · g4 чорна тура · b3 білий король · h3 білий ферзь · c1 біла тура | b8 білий кінь · c8 чорний король · h8 чорний кінь · c7 чорний пішак · b6 біла тура · f6 білий пішак · g6 чорний пішак · h5 чорний пішак · e4 чорний пішак · f4 чорний пішак · g4 чорна тура · b3 білий король · h3 білий ферзь · c1 біла тура | b8 білий кінь · c8 чорний король · h8 чорний кінь · c7 чорний пішак · b6 біла тура · f6 білий пішак · g6 чорний пішак · h5 чорний пішак · e4 чорний пішак · f4 чорний пішак · g4 чорна тура · b3 білий король · h3 білий ферзь · c1 біла тура | b8 білий кінь · c8 чорний король · h8 чорний кінь · c7 чорний пішак · b6 біла тура · f6 білий пішак · g6 чорний пішак · h5 чорний пішак · e4 чорний пішак · f4 чорний пішак · g4 чорна тура · b3 білий король · h3 білий ферзь · c1 біла тура | b8 білий кінь · c8 чорний король · h8 чорний кінь · c7 чорний пішак · b6 біла тура · f6 білий пішак · g6 чорний пішак · h5 чорний пішак · e4 чорний пішак · f4 чорний пішак · g4 чорна тура · b3 білий король · h3 білий ферзь · c1 біла тура | b8 білий кінь · c8 чорний король · h8 чорний кінь · c7 чорний пішак · b6 біла тура · f6 білий пішак · g6 чорний пішак · h5 чорний пішак · e4 чорний пішак · f4 чорний пішак · g4 чорна тура · b3 білий король · h3 білий ферзь · c1 біла тура | b8 білий кінь · c8 чорний король · h8 чорний кінь · c7 чорний пішак · b6 біла тура · f6 білий пішак · g6 чорний пішак · h5 чорний пішак · e4 чорний пішак · f4 чорний пішак · g4 чорна тура · b3 білий король · h3 білий ферзь · c1 біла тура | b8 білий кінь · c8 чорний король · h8 чорний кінь · c7 чорний пішак · b6 біла тура · f6 білий пішак · g6 чорний пішак · h5 чорний пішак · e4 чорний пішак · f4 чорний пішак · g4 чорна тура · b3 білий король · h3 білий ферзь · c1 біла тура | 1 |
|   | a | b | c | d | e | f | g | h |   |

FEN: 1Nk4n/2p5/1R3Pp1/7p/4ppr1/1K5Q/8/2R5
1. Qc3? Rg3!
1. Rc5! ~ 2. Qc3 ~ 3. Rc7#
В хибній грі хід ферзя спростовується турою, ферзь зв'язується. Біла тура «c1» робить антикритичний хід через поле «с3» і потім ферзь іде на це тематичне поле для підтримки тури, яка наступним ходом оголошує мат.